# 李永海
李永海（？—），男，中华人民共和国政治人物，曾任中华全国总工会书记处书记，第九、十届全国政协委员。